# Centru comercial

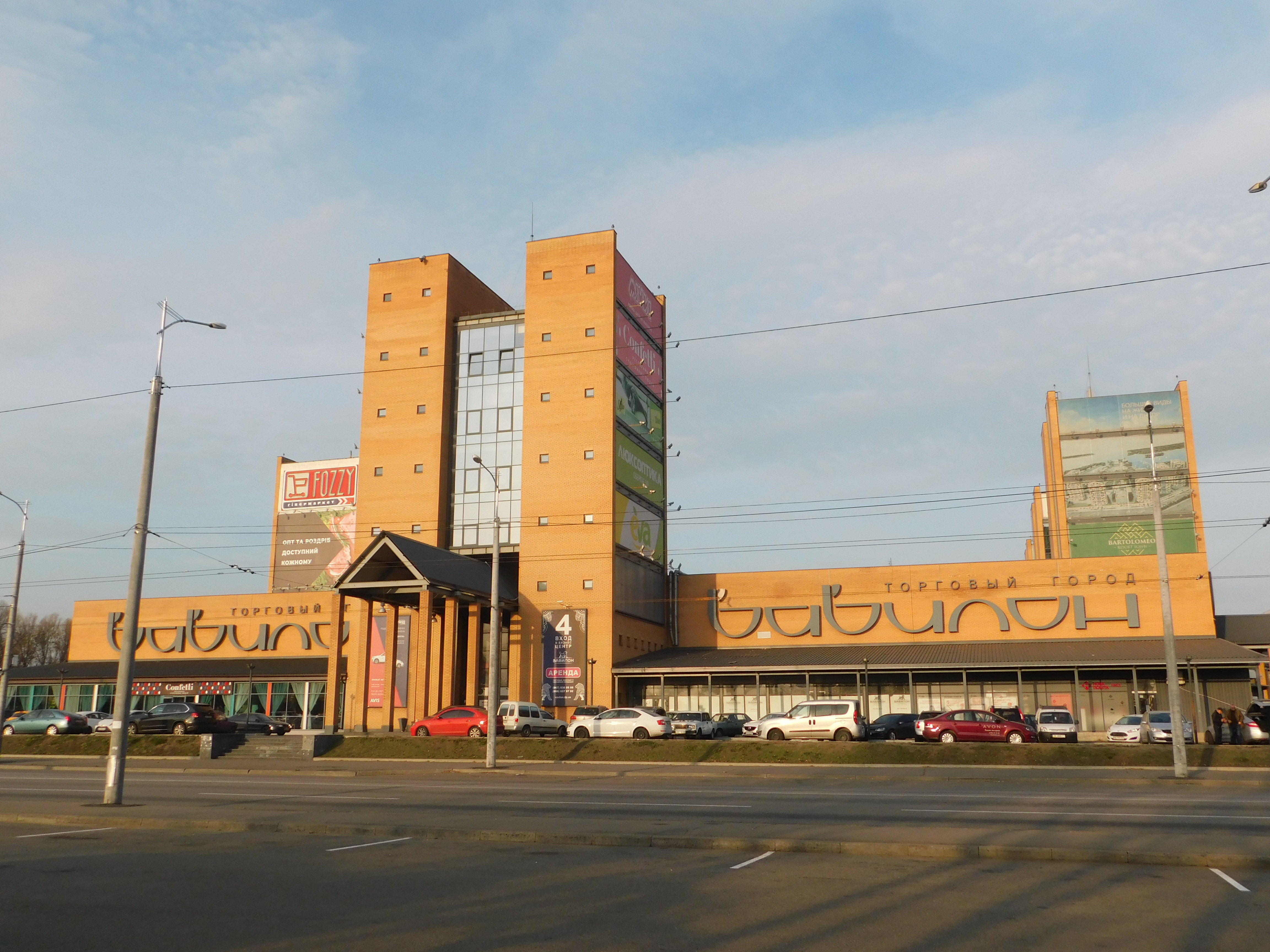
Centru comercial, Dnipro

Un centru comercial este o clădire sau un grup de clădiri, împreună cu căile de acces și spațiile de parcare aferente, în care își desfășoară activitatea mai multe unități de desfacere ce comercializează o gamă largă de produse și servicii. Un termen sinonim folosit frecvent în ultimii ani este shopping mall sau, prescurtat, mall.

## Bazare acoperite
Există concepția greșită că mall-urile sunt un rezultat al dezvoltării comerțului în ultimele decenii. În realitate însă, marile centre comerciale există de peste un mileniu, iar centrele comerciale moderne nu fac decât să reia o concepție care exista de mult.

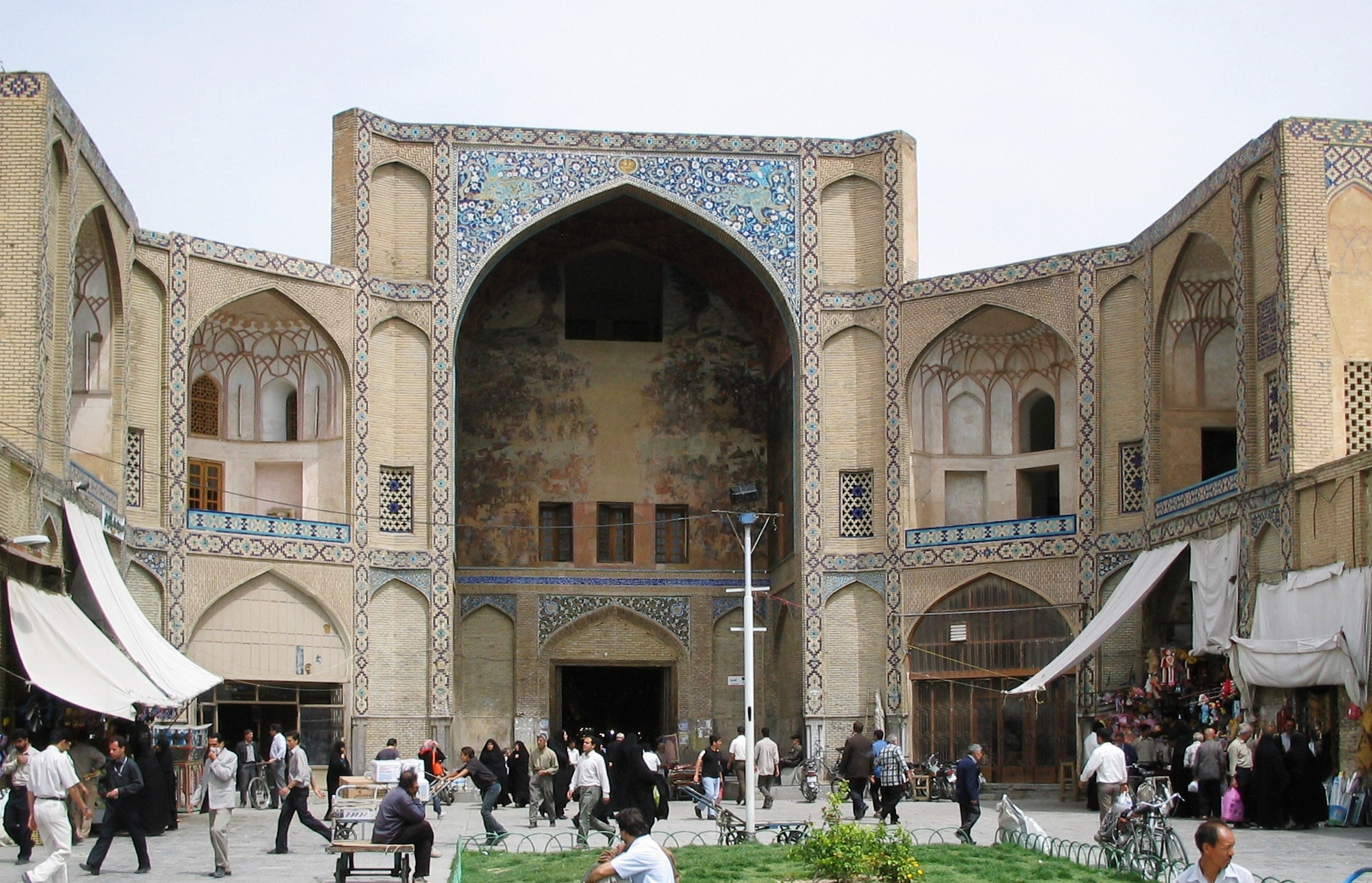
Intrarea din Maidan-i Naqș-i Jahan în bazarul din Isfahan

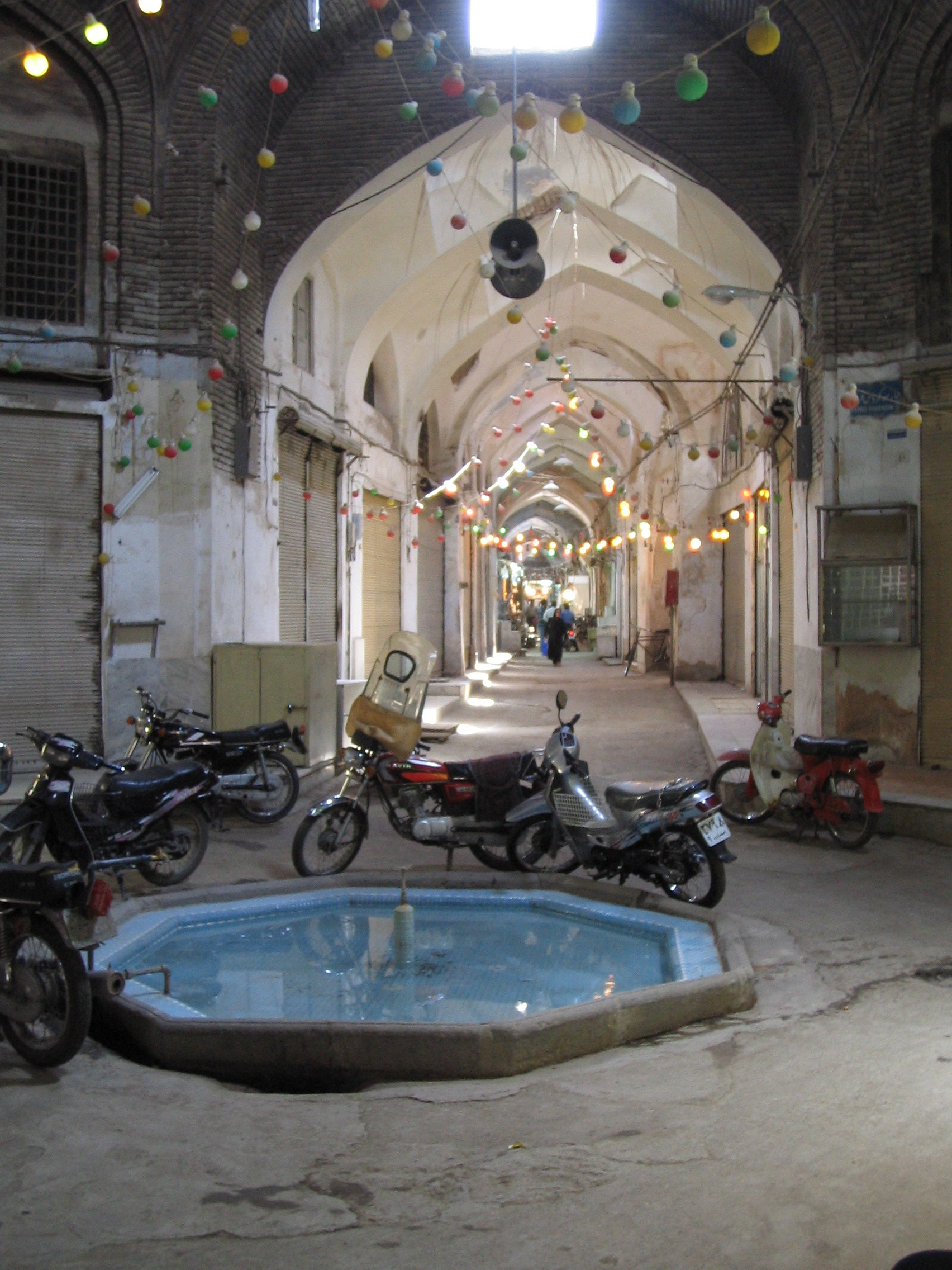
Vedere din interiorul bazarului din Isfahan în timpul pauzei de prânz. În perioada când magazinele sunt deschise, aglomerația face dificilă fotografierea.

### Marele Bazar din Ispahan
Cel mai vechi centru comercial din lume care reunește spațiile de vânzare ale mai multor comercianți sub un singur acoperiș, este Marele Bazar din Ispahan, Iran. Bazarul a fost construit în secolul al X-lea în perioada Selgiucidă. Orașul Ispahan a cunoscut o nouă înflorire în perioada Safavidă când Shah Abbas a ales orașul drept capitală. Bazarul este stradă acoperită de aproximativ 2 km. lungime, care unește Moscheea de Vineri și vechiul "maydan" cu noul maidan al lui Shah Abbas. Aici era noul centru al orașului unde piața având dimensiunile de 510 pe 158 metri era numită Maidan-i Naqș-i Pasajul Macca 2.jpgJahan (Piața Creației Lumii). Concepția pieții unea cele patru aspecte principale ale politicii Safavide într-o unică diagramă spațială: credința - reprezentată de Moscheea Șahului, comemorarea strămoșilor - reprezentată de Moscheea Șeik Lutfallah, adminsitrația imperiului - reprezentată de Palatul Imperial și comerțul reprezentat de bazarul imperial. Portalul de intrare de la Maydan-i-Shah, construit în 1619 de Shah Abbas este similar cu portalul de intrare în moscheea din fața opusă a pieții. Portalul permite accesul la Bazaar Qaisarieh (bazarul imperial), o extindere a marelui bazar, unde era amplasată și monetăria. Bazarul este luminat prin goluri circulare lăsate deschise în bolta de cărămidă, goluri care creează și un mod de ventilație a bazarului, permițând formarea unor curenți de aer datorită cărora in interiorul bazarului este tot timpul răcoare, chiar în perioadele foarte călduroase. Pe aleile laterale exsită caravanseraiuri, moschei și ateliere meșteșugărești. Până acum câteva decenii, tot pe aleile laterale se mai măcinau cereale, roțile de moară fiind puse în mișcare de cămile. 

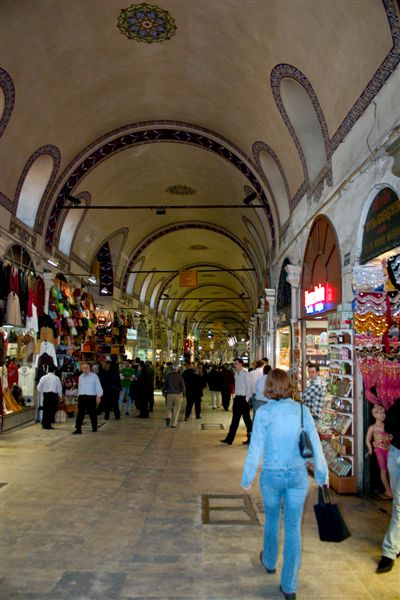
Vedere in interiorul marelui bazar din Istanbul (fotografie de David Bjorgen)

### Kapali Çarși din Istanbul
În secolul al XV-lea a fost construit Kapali Çarși, Marele Bazar Acoperit din cartierul Eminönü al Istanbulului, Turcia, care chiar și în prezent este unul din cele mai mari centre comerciale acoperite din lume. Bazarul, care acoperă peste 31 ha, având aproximativ 58 de străzi și peste 4.000 de magazine este vizitat zilnic de 250.000 - 400.000 de cumpărători. Magazinele sunt în general grupate pe specialități; astfel, de exemplu în bazar există "Halıcı Sokağı" (strada vânzătorilor de covoare) sau "Sahaflar Caddesi" (strada anticarilor).
Bazarul cuprinde și două bedestane, zone închise acoperite cu cupole:
- "Eski Bedesten" este prima dintre bedestane, fiind construită în 1464 din ordinul sultanului Mehmed II, imediat după cucerirea Constantinopolului și constituie partea centrală a bazarului. Era inițial destinată a fie un fel de trezorerie, pentru păstrarea banilor. În prezent, adăpostește magazinele bijutierilor de aur și de argint.

- "Sandal Bedesten" care are mai multe cupole, a fost executată în câteva etape ulterioare și cuprinde partea periferică a bazarului.

În 1894 au fost executate lucrări însemnate de restaurare, fiind avariat din cauza unui cutremur.

## Centrele comerciale acoperite din Rusia

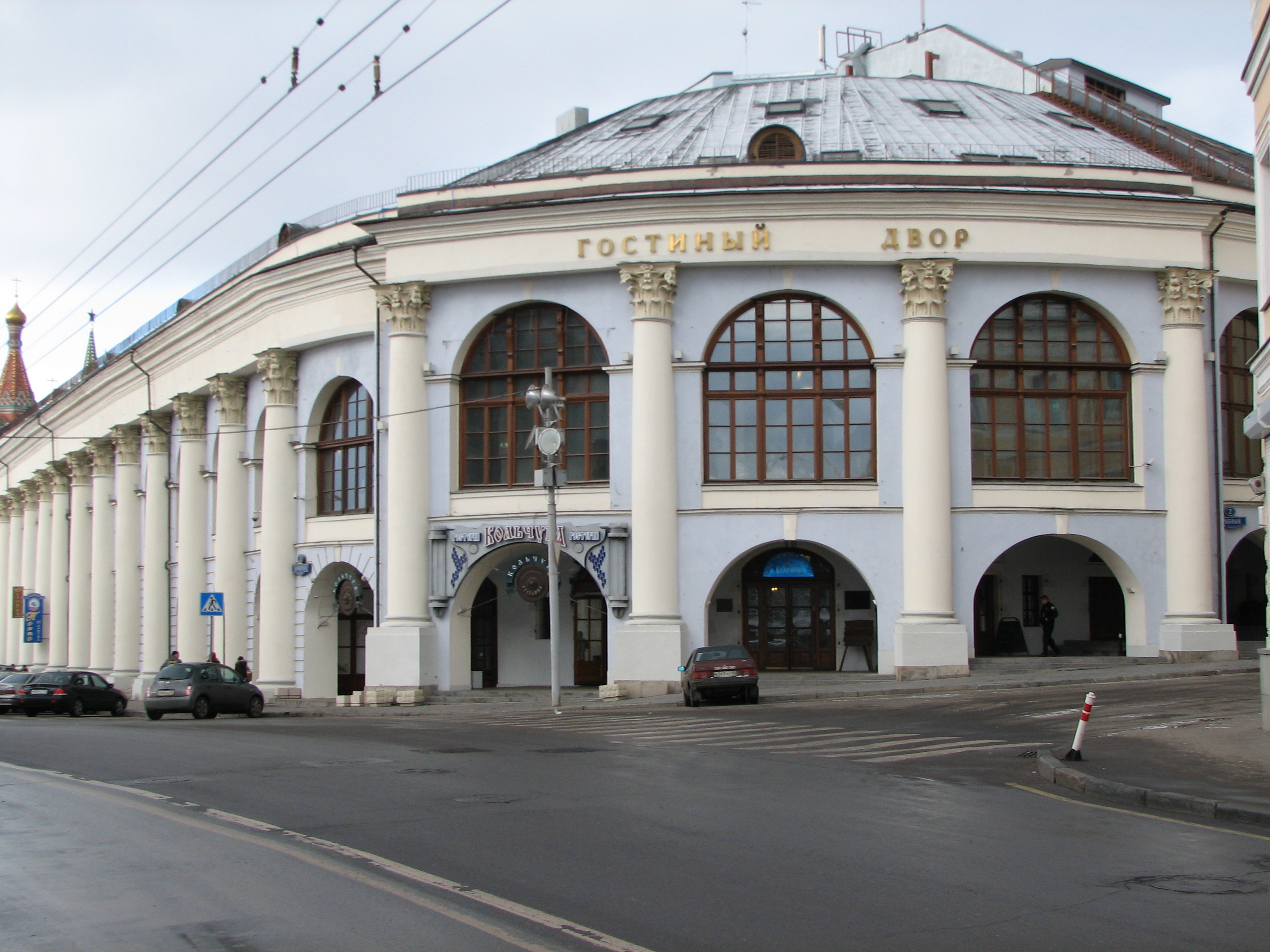
Gostinîi Dvor din Moscova

### Gostinîi Dvor dinMoscova
Centre comerciale acoperite, având multe din caracteristicele mall-urilor de astăzi s-au dezvoltat în primul rând în Rusia. Explicații ale acestei dezvoltări pot fi găsite fie în influența bazarurilor acoperite orientale sau în climatul rece care făcea dificil mersul pe străzi deschise pentru cumpărături.
Primul asemenea centru comercial este Gostinîi Dvor din Moscova care ocupă o parte importantă din Kitai-gorod, vechiul cartier comercial al orașului. Clădirea inițială, construită din cărămidă în 1590 adăpostea atât magazine cât și depozite. Clădirea a suferit importante transformări în perioada 1638-41. Ca urmare a dezvoltării orașului, construcția veche a devenit neîncăpătoare și un nou centru comercial acoperit a fost construit alături de cel vechi în 1665. Împărăteasa Ecaterina a II-a l-a insărcinat pe arhitectul Giacomo Quarenghi să transforme aceste clădiri medievale ca un nou centru cultural și comercial al capitalei. Noua construcție, dată în funcțiune în 1789 era realizată în stil neoclasic cu coloane corintice. În 1830 arhitecții Matvei Kazakov and Osip Bove au făcut transformări care modificau în mod substanțial proiectul inițial. În 1995 a fost instalat un acoperiș modern de sticlă și Gostinîi Dvor a fost transformat într-un spațiu pentru expoziții. 

### Gostinîi Dvor din Arhanghelsk
Succesul comercial al Gostinîi Dvor din Moscova a determinat realizarea în primele decenii ale secolului al XIX-lea a unor centre similare în toate marile centre provinciale din Rusia. Dintre acestea, Gostinîi Dvor din Arhanghelsk este de departe cel mai vechi, datând din secolul al XVII-lea. Centrul a fost ridicat în delta râului Dvina de Nord, în vecinătatea mânăstirii Arhanghelului Mihail, din ordinul țarului 
Aleksei Mihailovici, tatăl lui Petru I. Centrul avea o importanță mare pentru Rusia, care nu avea în acea perioadă altă ieșire la mare. Spre deosebire de alte centre, cel de la Arhanghelsk deservea în special comerțul cu ridicata, asigurând contactele dintre importatori și exportatori. De asemenea, pe lângă spațiile comerciale erau și spații pentru locuințe. Construcția centrului Gostinîi Dvor a început în 1668 și a durat 16 ani. Ea a fost executată pe baza unor planuri elaborate la Moscova de arhitgecții Piotr Marselis, William Scharf, Matthias Antsen și Aleksei Markov, acesta din urmă fiind cel care a și terminat construcția în 1684.
Clădirea mai păstra multe dintre elementele arhitecturale ale piețelor comerciale din Rusia evului mediu. Zidurile de cărămidă și cele șase turnuri creau impresia de cetate, intenția fiind de a da negustorilor un sentiment de siguranță, care probabil era necesar într-o zonă atât de îndepărtată. Incinta dreptunghiulară era împărțită în trei părți distincte prin două ziduri transversale. Partea centrală era rezervată pentru pază, iar cele două curți laterale pentru negustori, una fiind pentru cei străini ("curtea nemțească" iar a doua pentru ruși ("curtea rusească"). Conform legislației ruse din acea vreme, străinii nu aveau voie să locuiască decât în spații anume alocate. În interiorul curților erau spații de depozitare a mărfurilor sub cerul liber; alte spații de depozitare existau la parterul din zidurile de incintă. La etaj, erau camerele unde stăteau negustorii și o galerie cu arcade unde se puteau examina mărfurile și se efectuau tranzacțiile.

La începutul secolului al XVIII-lea Arkanghelsk și-a pierdut poziția de unic port al Rusiei și negustorii străini au început să abandoneze orașul. Gostinîi dvor era abandonat și se deteriora. În 1787, Ecaterina a II-a a dispus transformatea curții rusești a clăririi în centru vamal. Micile ferestre medievale de la etajul al doilea al fațadei exterioare au fost mărite. Restul clădirii a servit drept carieră de piatră pentru locuitorii orașului. În prezent mai rămân doar unele porțiuni are zidurilor curții rusești care să amintească de marele centru comercial de odinioară. 

### Gostinîi Dvor din Kostroma
În cadrul unor lucrări de sistematizare efectuate ca urmare a incendiului din 1773 care distrusese o parte din orașul Kostroma s-a considerat necesară executarea unui centru comercial. Proiectul de principiu al șirului de magazine Gostinîi Dvor din Kostroma a fost elaborat de Karl Kler arhitectul gubernei Vladimir. Definitivarea proiectului și execuția i-au revenit lui Stepan Vorotilov. Construcția a început în 1789.
Centrul comercial constă din două șiruri paralele de magazine, între ele formându-se o piață. În fața magazinelor din spre piață a fost realizată o colonadă. În fața magazinelor din exterior există arcade. La capătul pieții se află turnul de clopotniță al bisericii Mântuitorului. Această biserică, una din cele mai vechi din Kostroma, fusese inițial de lemn, dar în 1766 pe amplasamentul ei fusese ridicată o biserică de piatră. Corpul din stânga, privind spre Volga, era numit "șirul roșu", pentru că în el se vindeau mărfuri "roșii" товаpом (țesături, pielărie, blănuri, precum și cărți) și cuprindea 86 prăvălii. Corpul din dreapta numit "șirul alb" cuprindea 52 prăvălii proiectate, destinate pentru făină, alimente și furaje.

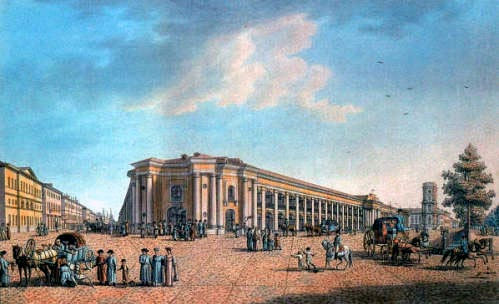
Gostinîi Dvor din Sankt Petersburg, (1802) situat la intersecția dintre Strada Sadovaia și Nevski Prospekt. (Gravură de Benjamin Patersen)

Între cele două șiruri a fost construită o piață, O plantație de copaci în centrul pieții a fost realizată abea în 1940. Din păcate această plantație nu a fost întreținută iar în prezent piața este asfaltată. Gostinîi Dvor din Kostroma este considerat a fi cel mai bine prezervat centru comercial de provincie din Rusia. 

### Gostinîi Dvor din Sankt Petersburg
Un prim magazin de acest gen este Gostinîi Dvor din Sankt Petersburg construit în 1785. Situată la intersecția dintre "Nevski Prospekt" și strada Sadovaia, clădirea are o lungime de peste un kilometru și acoperă o suprafață de 53.000 m². Construcția a început în 1757 după un proiect al arhitectului Bartolomeo Rastrelli dar ulterior, a fost terminată după un proiect mai puțin ambițios și mai funcțional al arhitectului Jean Baptiste Vallin de la Mothe. În deceniile următoare clădirea a fost mărită de mai multe ori. Totuși, la începutul secolului XX centrul și-a pierdut din popularitate în favoarea "pasajelor". În perioada de după cel de al doilea război mondial, o serie de ziduri interioare au fost demolate și în prezent a redevenit unul din centrele comerciale moderne din Sankt Petersburg.

## Pasajele și arcadele
Dezvoltarea urbană prin construirea de clădiri alăturate lipite unele de altele a dat naștere la o nouă formă de centre comerciale, denumite pasaje sau arcade. În principiu, ele erau o largă alee pietonală acoperită, construită între două clăriri sau în mijlocul unei clădiri. În general, pasajele erau acoperite cu geamuri, susținute de o structură metalică.
Pe laturile pasajului erau amplasate magazinele de diferite categorii. Fiind în general construcții costisitoare, magazinele vindeau, cel puțin în prima perioadă, produse de lux. Astfel în pasaje se găseau de obicei bijutieri, croitori de lux etc. De aceea, ele atrăgeau în general protipendada și, uneori, aveau ntrări păzite pentru ca cumpărătorii de vază să fie oarecum apărați de oamenii de rând.
Pasajul, ca edificiu destinat funcțiilor comerciale, a atins culmea succesului la începutul secolului XIX, urmând apoi declinul, dar ideea pasajului nu va fi complet abandonată. 

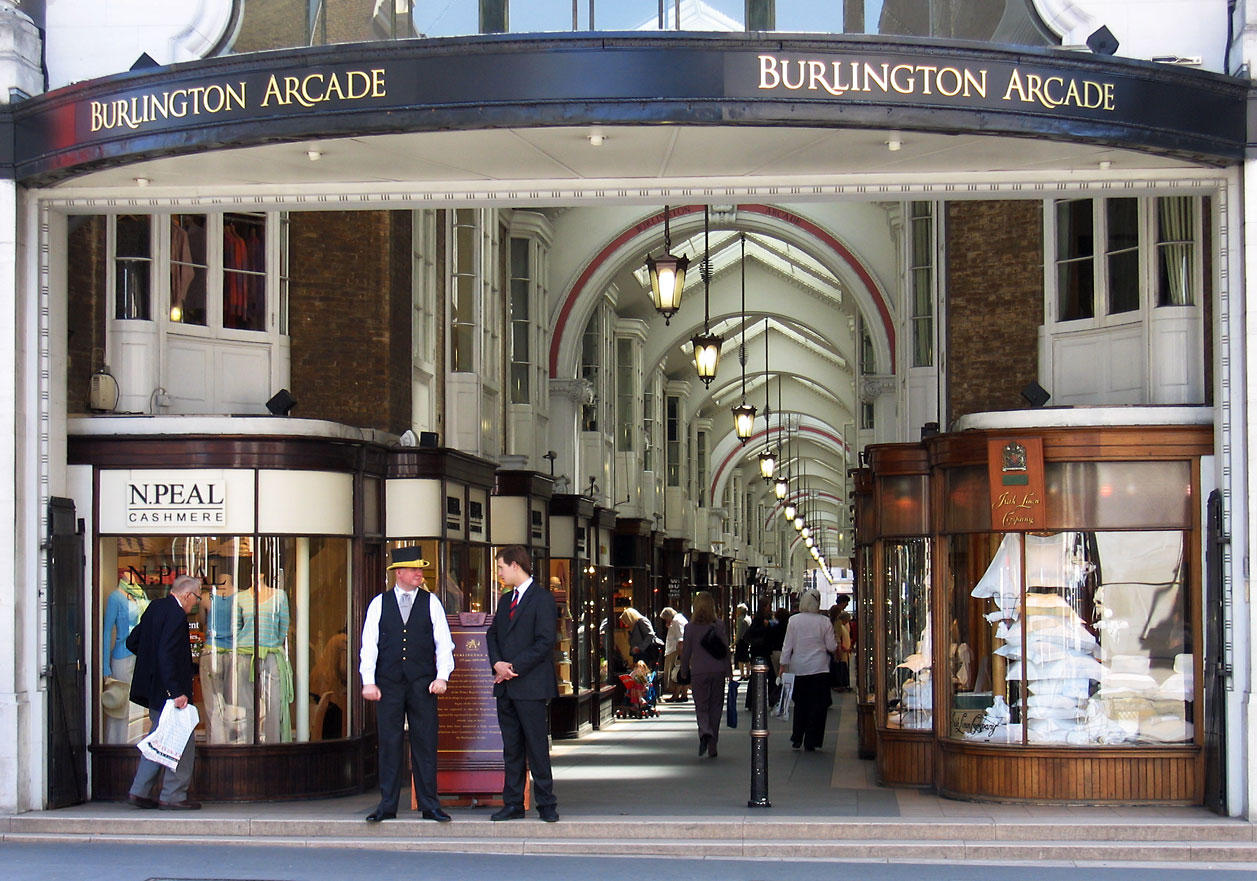
North entrance to the Burlington Arcade, with Beadle in attendance.

### Burlington Arcade din Londra
Primul pasaj modern a fost Burlington Arcade din Londra, dat în funcțiune în 1819, și pornește din Piccadilly până în Burlington Gardens. Este considerat a fi un precursor al galeriilor și pasajelor comerciale care s-au extins atât în Europa cât și în America de Nord, precum și a centrelor comerciale moderne de azi. 
Pasajul a fost construit la ordinul lordului George Cavendish, fratele mezin al lui William Cavendish, al 5-kea duce de Devonshire, care moștenise palatul Burlington House pe un teren alăturat. Arhitectul pasajului a fost Samuel Ware. Inițial pasajul avea 72 mici prăvălii, fiecare dintre ele așezate pe două etaje. În timp, unele dintre aceste prăvălii au fost unite, astfel încât în prezent, pasajul cuprinde în jur de 40 de magazine. Fațada din spre Piccadilly a fost adăugată la începutul secolului al XX-lea și reprezintă o versiune târzie a manierismului Victorian. 

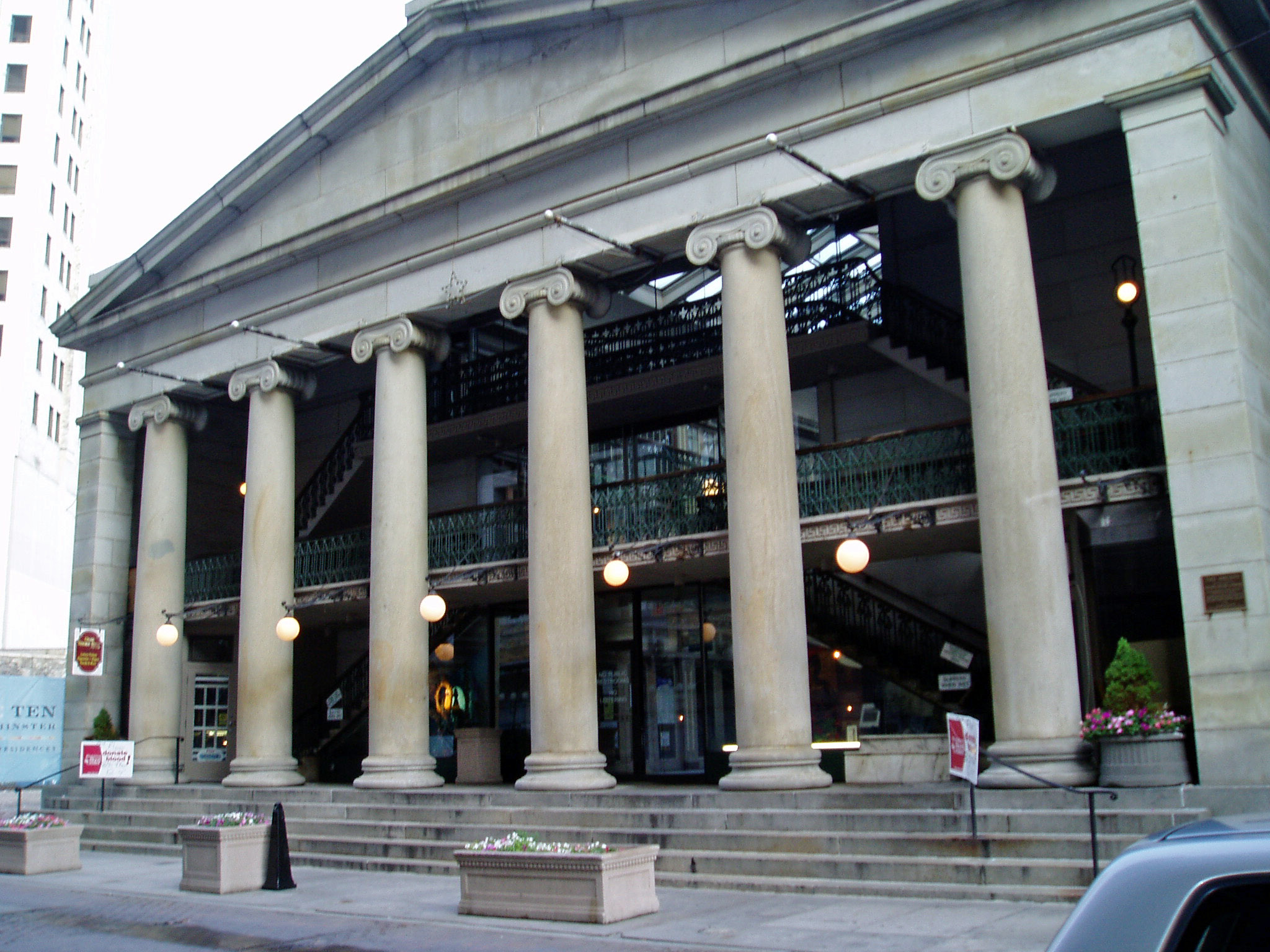
Intrarea în pasajul Greek Revival Weybosset Arcade din Providence (Rhode Island)

### Arcada Westminster din Providence (SUA)
În Statele Unite, primul pasaj a fost Greek Revival Weybosset Arcade din Providence (Rhode Island), proiectat de arhitectul Russell Warren dat în funcțiune în 1828 . Pasajul este cunoscut azi sub numele Westminster Arcade sau "Providence Arcade". La ambele capete ale pasajului există câte o fațadă de 22 m lățime cu coloane din granit de 13,5 m înălțime, inspirată din templele grecești. Pasajul propriu zis are o lungime de 65 m, la mijloc fiind executate și două pasaje transversale. Arcada are trei etaje de prăvălii, pentru accesul la etaje fiind executate scări în porticele de intrare. La etaje există galerii cu balustrade din fontă. Pasajul este acoperit cu un acoperiș de sticlă pe schelet de oțel de 56,4 m lungime și 9,6 m lățime. În total, pasajul cuprindea 78 de prăvălii. După realizare, arhitectura a fost foarte criticată, arhitectul fiind acuzat de incultură și lipsă de gust, având coloane dorice cu capiteluri ionice. Pasajul a fost renovat în 1980. Spre deosebire de alte pasaje, cel de la Providence nu a fost un succes comercial, administratorii având în permanență dificultăți în închirierea spațiilor comerciale.

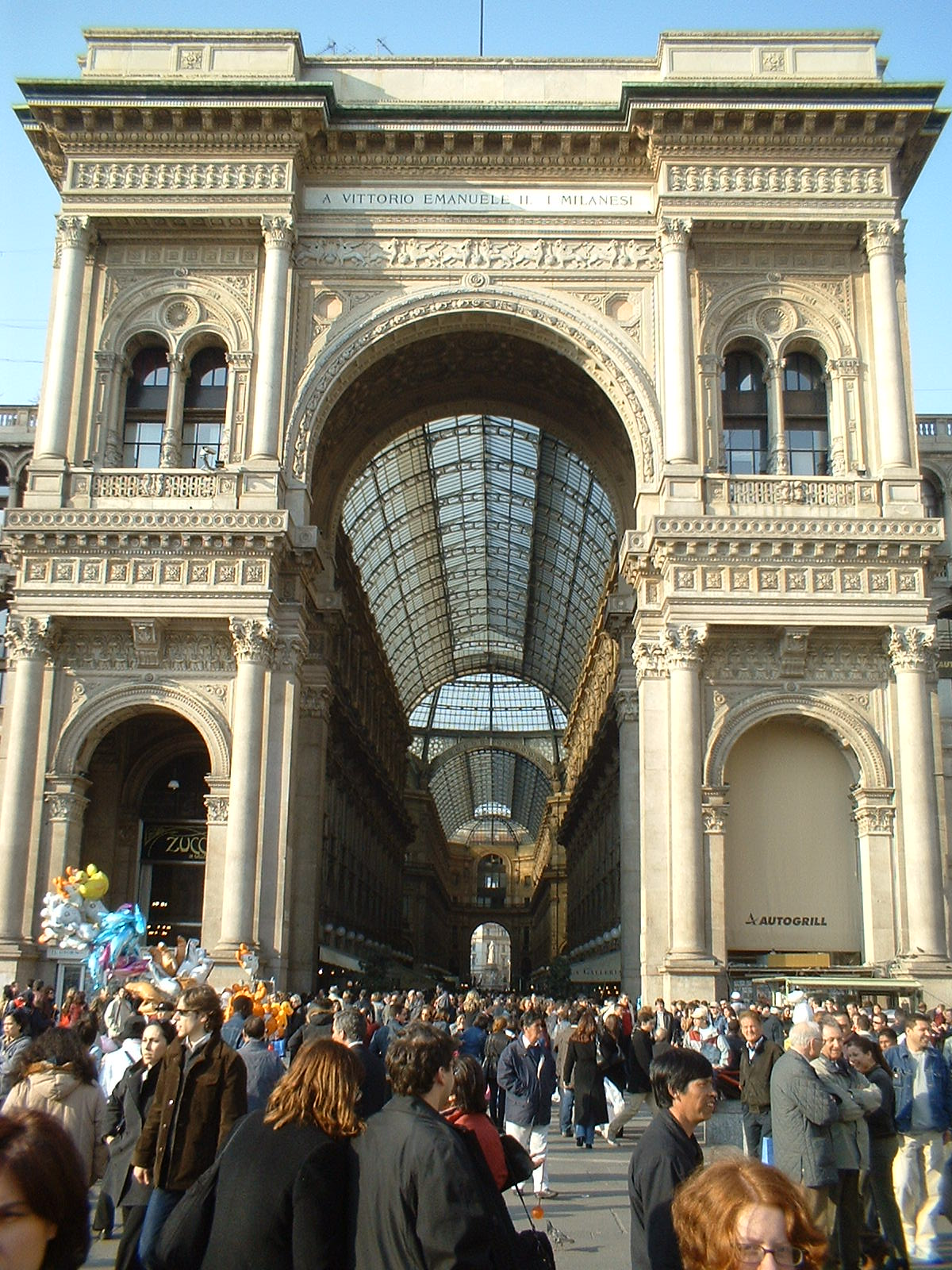
Arcul de triumf intrarea în Galleria Vittorio Emanuele II din spre Piaza del Duomo din Milano

După acest prim pasaj au urmat altele în New York și Philadelphia.

### Galleria Vittorio Emanuele II din Milano
Galleria Vittorio Emanuele II care leagă Piazza del Duomo cu Piazza della Scala din Milano constituie de fapt un ansamblu format din două pasaje perpendiculare care se intersectează într-o piațetă octogonală acoperită de o cupolă. Galeriile au un acoperiș dintr-un schelet metalic pe care este montată sticlă. Pe pardoseala pieței centrale octogonale s-a realizat un mozaic, având în partea centrală stema casei regale de Savoia, iar pe laturi stemele principalelor orașe din Italia de nord: Torino, Roma, Firenze și Milano. În partea de sus a octogonului sunt reprezentate continentele: Africa, Asia, Europa și America.
Brațele galeriei au o lățime de 14,5 m și o înălțime de 32 m, înălțimea octogonului fiind de 47 m. Lungimea lor variază între 105 și 196 m. 
Ideea unui asemenea pasaj a fost lansată în 1859, imediat după unificarea Italiei și urma să fie una din construcțiile care să marcheze acest eveniment. La concursul internațional organizat de primăria din Milano au participat 176 arhitecți de renume. În mod surprizător, concursul a fost câștigat de Giuseppe Mengoni, un arhitect italian de 30 de ani, relativ necunoscut. Construcția a început în 1865, piatra de temelie fiind așezată de regele Victor Emmanuel II de Savoia, care a și inaugurat galeria cu doi ani mai târziu, deși nu fusese încă complet terminată. La 30 decembrie 1877, în timpul unei inspecții a cupolei, arhitectul Giuseppe Mengoni a căzut accidental murind pe loc. Arcul de triumf de la intrarea în galerie din spre Piazza del Duomo a fost terminat în 1878.

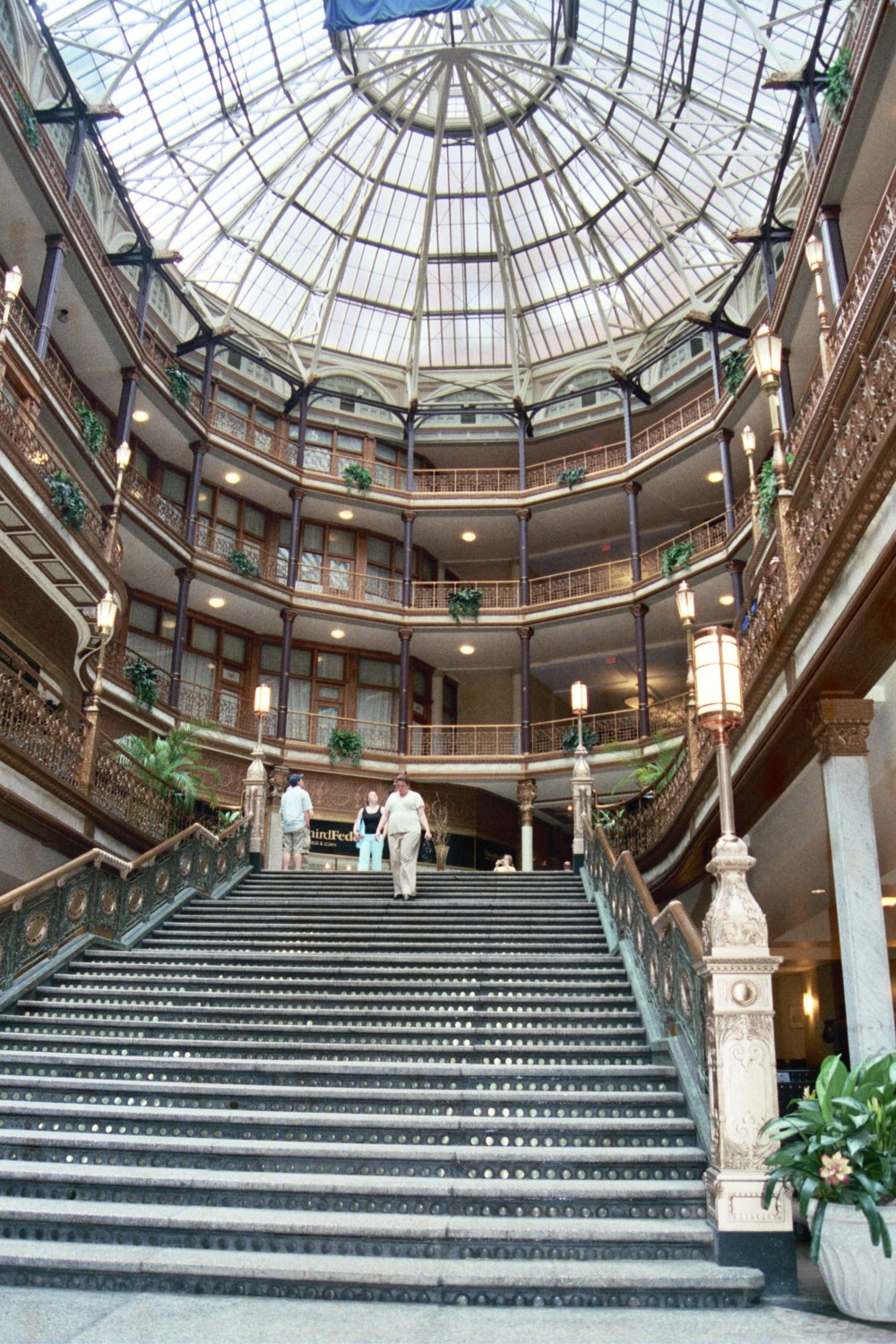
Vedere interioară a arcadelor din Cleveland

După modelul galeriei Vittorio Emanuele II a fost realizată și Galleria Umberto I din Napoli, inaugurată în 1890.
Galeria a fost foarte avariată de bombardamentele aliate din 13 și 15 august 1943. Lucrările de refacere au avut loc doar în anii 1960. În prezent, Galleria Vittorio Emanuele II este considerată a fi una din cele mai luxoase și scumpe din lume. Cele patru etaje ale galeriei adăpostesc magazine de mare lux, librării, baruri și restaurante. Hotelul ultra-luxos Park-Hyatt este legat direct de galerie.

### Arcada din Cleveland, Ohio (SUA) Arcade
Pasajul Arcade din Cleveland (Ohio, SUA) a fost considerat, până la convertirea sa în hotel, cel mai mare pasaj din lume fiind construit cu intenția de a prezenta o viziune americană a ideii unui "bazar oriental". Pasajul leagă între ele principalele artere ale orașului și a rămas chiar și în prezent, unul dintre cele mai frecventate locuri din oraș. Pasajul a fost dat în funcțiune la 31 mai 1890
Arcada este așezată între două clădiri de nouă etaje, utilizate pentru birouri, unite printr-o arcadă de cinci etaje. Cupola din schelet metalic acoperit cu sticlă are o lungime de 91 m și o lungime de 30 m. Arcada, a fost proiectată de arhitectul John Eisenmann, după modelul galeriei din Milano, și este considerată unul din monumentele de arhitectură urbană americană din secolul al XIX-lea. Intrarea dinspre Superior Avenue a fost proiectată în stilul care este numit astăzi Romanicul Richardsonian (după inițiatorul lui Henry Hobson Richardson. Cea de a doua intrare, dinspre strada Euclid, a fost refăcută în 1939.
În 2001 corporația Hyatt a achiziționat imobilele și a trecut la reamenajarea lor. Astfel, cele două turnuri precum și trei etaje superioare ale Arcadei sunt utilizate de hotelul Hyatt Regency. Intrarea în hotel este situată la intrarea din spre Superior Avenue. Cele două etaje inferioare ale pasajului, în care sunt situate diferite magazine, rămân deschise pentru public.
La Cleveland au mai fost construite alte două pasaje: The colonial arcade și The Euclid arcade de proporții mai mici.

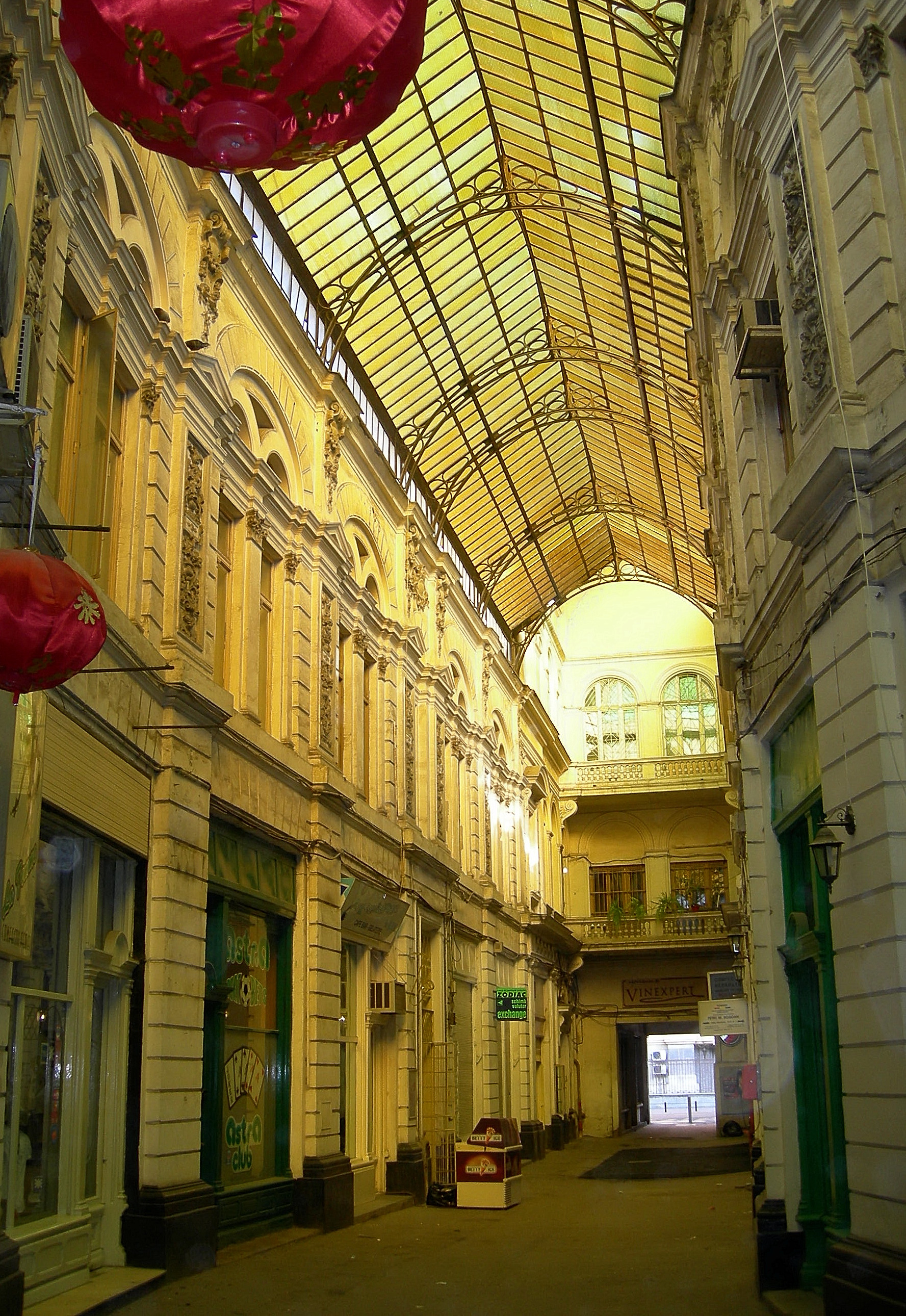
Pasajul Macca din București construit de arhitectul Felix Xenopol.

### Pasajele din România

#### Pasajul Macca-Villacrosse
Pasajul Macca-Villacrosse, proiectat în 1890 de arhitectul Felix Xenopol, avea două ramuri care porneau din Calea Victoriei unindu-se apoi aproape de ieșirea în Strada Eugen Carada. Numele de Villacrosse îi fusese dat în cinstea lui Xavier Villacrosse, arhitect șef al capitalei care murise în 1855.
La Primăria Comunei București, cu Nr. 10017 din 9 martie 1881, este înregistrată cererea de autorizație de construire a proprietarului terenului, M. Macca:
| “ | Domnule Senior, Voind a construi o cladire cu pasagiu, conform planurilor alaturate, vă rogu să binevoiti a-mi da cuvenita autorizatiune. Primiti asigurarea consideratiunei noastre. Pentru principele Alexei Karageorgeavici, Mihail M. Macca Autorisatiunea nr.53, 1981 aprilie 3. | ” |

#### Pasajul Vulturul Negru din Oradea
Palatul Vulturul Negru, amplasat pe Strada Independenței din Oradea, a fost construit între 1907-1909 de arhitecții orădeni Marcell Komor și Jakob Dezso, în varianta austriacă a stilului Art Nouveau (cunoscută și sub numele de Sezessionstil) fiind cea mai importantă clădire a stilului său, din Oradea. Antreprenorul lucrării a fost Ferencz Sztarill.
Clădirea este multifuncțională, cuprinzând, la vremea inaugurării, cazino, hotel, birouri, restaurant, grupate în trei corpuri asimetrice. În prezent, în clădire funcționează un hotel, un cinematograf, trei cluburi, câteva magazine și o bancă
Clădirea este de colț, cu un parter înalt și patru etaje, format din două corpuri între care se găsește un pasaj vitrat cu trei intrări din spre Strada Independenței, Piața Unirii și Strada Vasile Alecsandri. Fațada principală dinspre Piața Unirii este asimetrică, fiind formată din două corpuri mari, inegale. Fațada corpului din Strada Independenței este mai ordonată și sobră. Motivul central îl reprezintă un corp ieșit, impărțit în două registre, care se termină în atic trilobat, având un vitraliu în timpan. Vitraliul cu vulturul negru, devenit o emblemă a ansamblului, a fost executat în 1909, în atelierul orădean K. Neumann.

## Magazinele universale
La începutul secolului XX are loc în America dezvoltarea marilor magazine. Primele mari magazine din America au fost Lord & Taylor, (la New York în 1826), Macy's, (la New York în 1858).

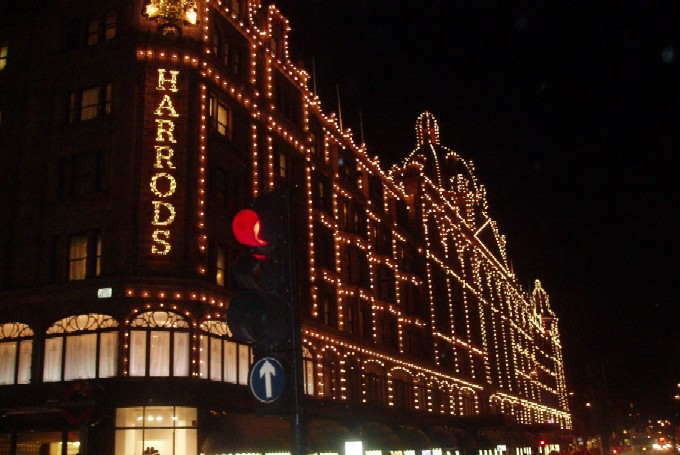
Magazinul Universal Harrods din Londra, iluminat (2005)

### Magazinul Harrods din Knightsbridge, Londra
Magazinul Harrods din cartierul Knightsbridge din Londra, Regatul Unit este considerat a fi unul dintre cele mai luxoase magazine universale din lume. Magazinul ocupă o suprafață de teren de 1,82 ha. suprafața spațiilor comerciale din interiorul magazinului fiind de 92.000 m2. Magazinul se mândrește și cu iluminatul exterior al fațadei pentru care se utilizează aproximativ 100.000 becuri.
Harrods are o istorie diferită de cea a altor magazine universale care s-au construit, ea urmând dezvoltarea firmei create de Charles Henry Harrod, un negustor de ceai și băcănie care în 1835 deschisese un magazin în cartierul Stepney din Londra. Magazinul lui Harrod, preluat ulterior de fiul său, Charles Digby Harrod, s-a mutat pe actualul amplasament de pe Brompton Road în 1849, la acea vreme o zonă semi-rurală din periferiile orașului. Pe măsură ce afacerile firmei prosperau, magazinul se extindea în clădirile învecinate. La 6 decembrie 1883 cvartalul de clădiri unde se aflau magazinele Harrod a fost mistuit de un cutremur. Familia Harrod a profitat de această nenorocire pentru a achiziționa întreg cvartalul și pentru a construi magazinul universal actual.
Magazinului i se acordase privilegiul de furnizor al Reginei Elisabeta II, al prințului Philip, ducele de Edinburgh și al prințului Charles de Wales. Aceasta îndreptățea firma să prezinte pe fațadă blazoanele celor trei persoane regale.
Magazinul Harrods a fost achiziționat în 1985 de magnatul egiptean Mohamed Al-Fayed. În urma disputei dintre casa regală și Al-Fayed după accidentul de automobil în care au murit principesa Diana de Wales și Dodi Al-Fayed, fiul proprietarului magazinului, casele regale au retras privigiile acordate și blazoanele au trebuit demontate de pe fațadă.

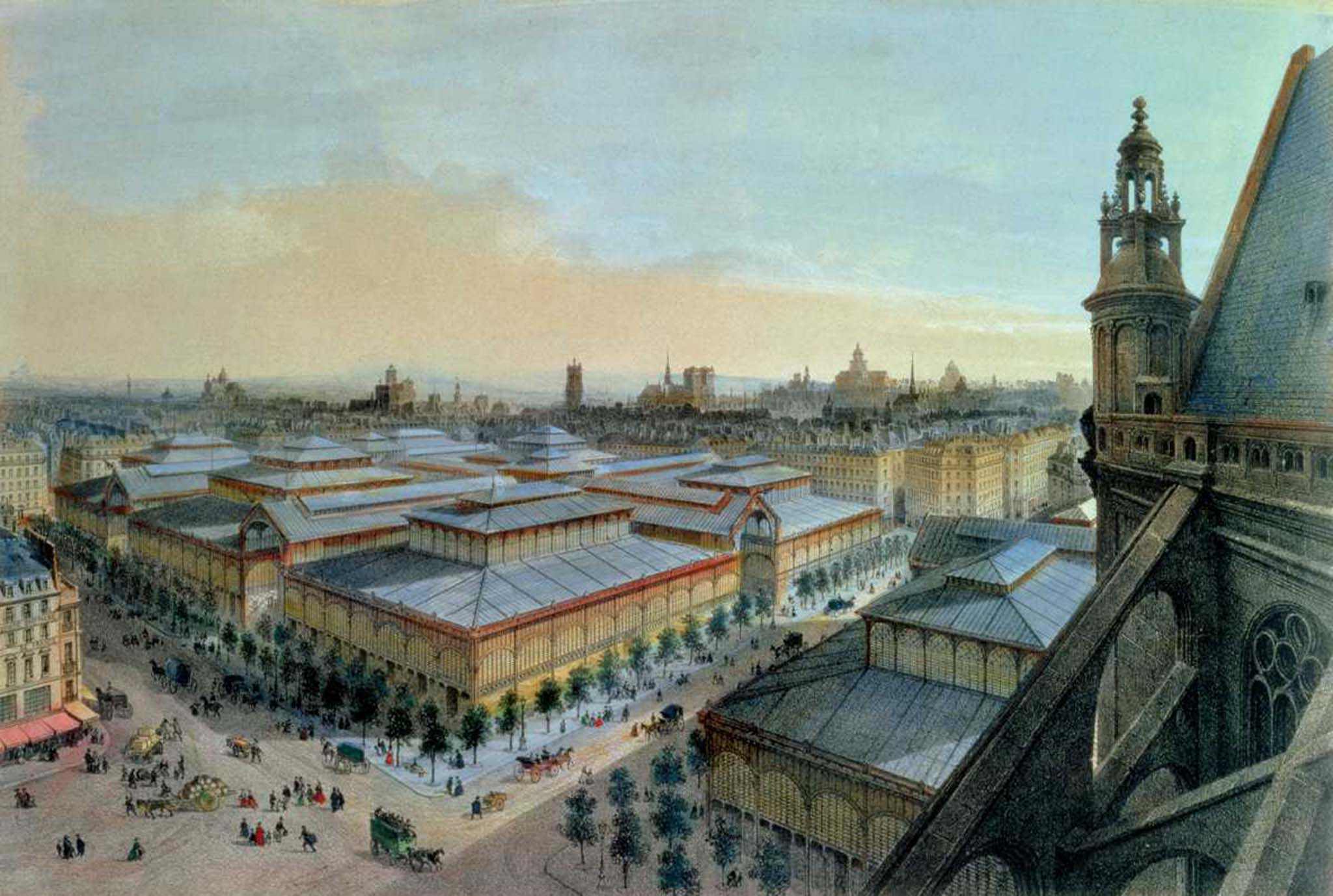
Vedere a Halelor din Paris de pe Biserica Saint Eustache. Gravură din 1870 de Félix Benoist

.

## Hale

### Halele din Paris
Piața exista înca din secolul al X-lea, când este menționat un loc unde se comercializau alimente în zona în care acum se află halele. Se consideră însă că anul inființării este 1183, atunci cănd regele Philipe Auguste a construit adăposturi pentru comercianții pieței.
În 1183 regele Philippe Auguste al Franței a construit în locul numit "les Champeaux" două clădiri mari numite «les Halles» unde urmau să fie vândute produsele fermierilor. În 1854, ca urmare a creșterii nevoilor alimentare ale orașului, Victor Baltard a construit 12 pavilioane noi, acestea fiind construcții metalice remarcabile. Din cauza problemelor logistice pe care pe ridica această uriașă piață a produselor alimentare cu ridicata, piața a fost mutată la Rungis la sud de Paris. Pavilioanele lui Ballard au fost distruse și în locul lor a fost construit un nou centru comercial, terminat în 1986
În 1850, sunt instalati 12 piloni uriași de fier pentru a susține acoperișul. Din pacate, în 1969, vechea piață a fost demolată pentru a decongestiona traficul din centrul Parisului. Noul centru subteran nu are personalitate, deși mai exista înca niște bistrouri vechi si magazine de specialități culinare care au supraviețuit timpului, oferind o mostră a lumii care a existat in aceste locuri. În apropierea Halelor (6 rue Coquilliere, 75001) a supravietuit o braserie, Au Pied de Cochon, care servește încă feluri de mincare preferate de negustorii de altădată, cum ar fi picioare de porc. Mult timp, acesta a fost localul preferat din Hale. Daca nu va plac maruntaiele de porc, comandati friptura la gratar sau stridii insa, din pacate, preturile sint destul de mari.

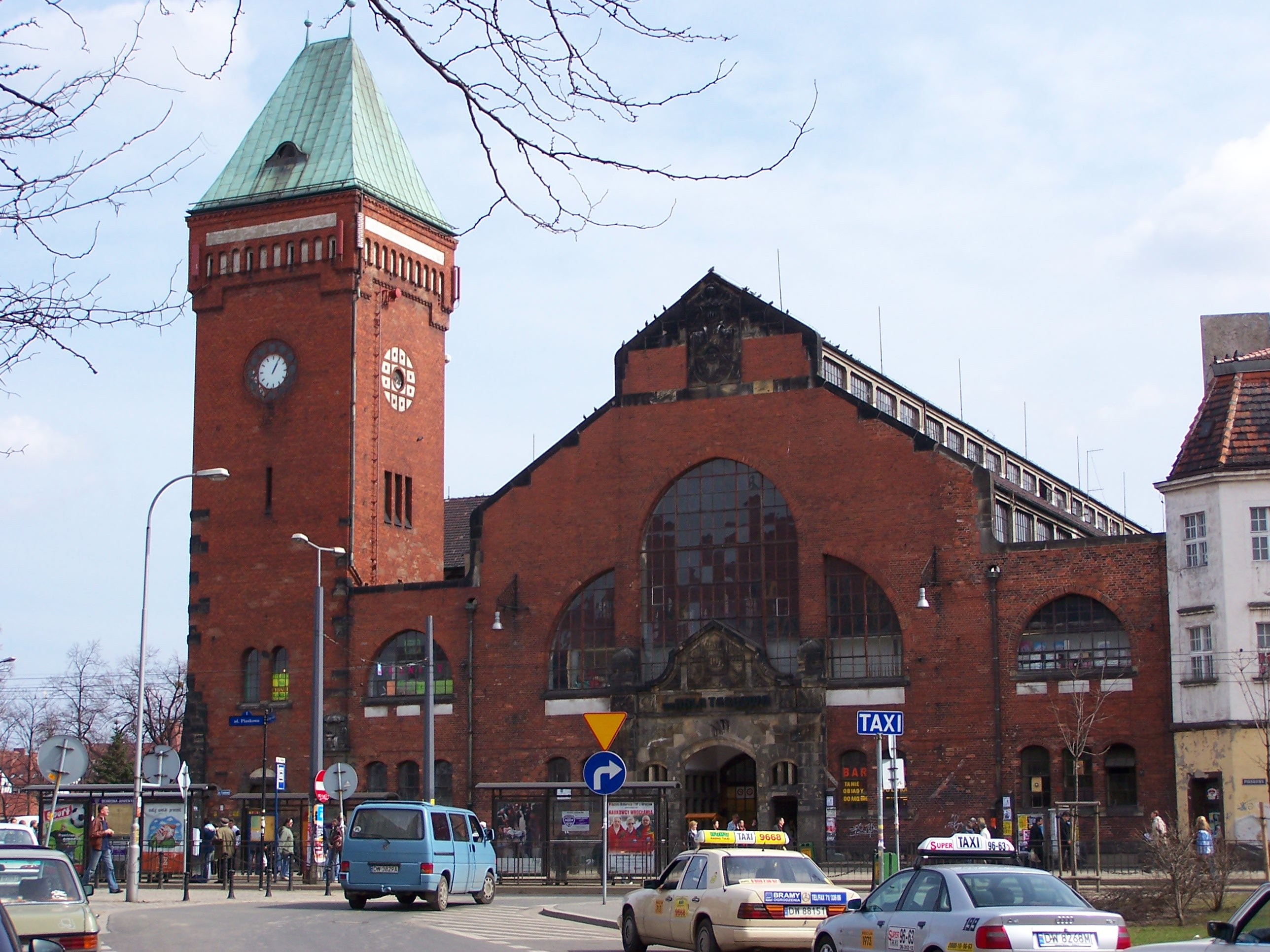
Hala din Wrocław

### Hala din Wrocław
Hala din Wrocław a fost executată după proiectul arh. Richard Plüddemann în 1906-1910. Cu arce de beton armat. Din doua hale identice construite, una a fost distrusa in timpul razboiului iar a doua mai este si astazi utilizata ca piata.

### Hala Obor
cum ar fi halele alimentare (hala Unirii - 1865-1870 demolara în 1985+86 si hala Traian, arh. Giulio Magni - 1896, ambele in Bucuresti
Între 1939-1945 au fost construite Halele Obor din București, cele mai mari și mai moderne din sud-estul Europei, (de către arhitectul Horia Creangă).

### Halele Centrale din Ploiești
Halele Centrale din Ploiești au fost realizate de arh. Toma T. Socolescu, execuția începând în 1929 iar întreg complexul fiind dat în funcțiune în 1935. Construcția a suferit reparații radicale în 1982-1983 păstrându-se aspectul inițial. Partea centrală a halelor are forma unui patrat cu latura de 50 m. Legătura dintre parter și subsol sau etajul halei se face prin intermediul a patru scări și a patru ascensoare pentru mărfuri. În partea de sud-vest se ridică un turn, pe care se află un orologiu și o terasă.

### Hala Centrală din Iași
În anul 1873, vestitul arhitect Gustave Eiffel a construit, la Iași, Hala de zid și fier, cunoscută ulterior ca Hala mare (astăzi ca Hala Centrală). Hala de zid și fier a fost ridicată pe locul unei piețe mai vechi, Piața Sf. Vineri, inaugurarea având loc pe 30 martie 1873, pe vremea când Nicolae Gane era primarul Iașului. Alături de Hala mare a fost construită ulterior o alta mai mică, numită Hala de pește. Hala mare, realizată pe o structură metalică și cu acoperiș de tablă, a fost demolată în anii ’60. Hala de pește a continuat să fie folosită până în 1988, când a fost la rândul ei demolată.

## Centrele comerciale moderne

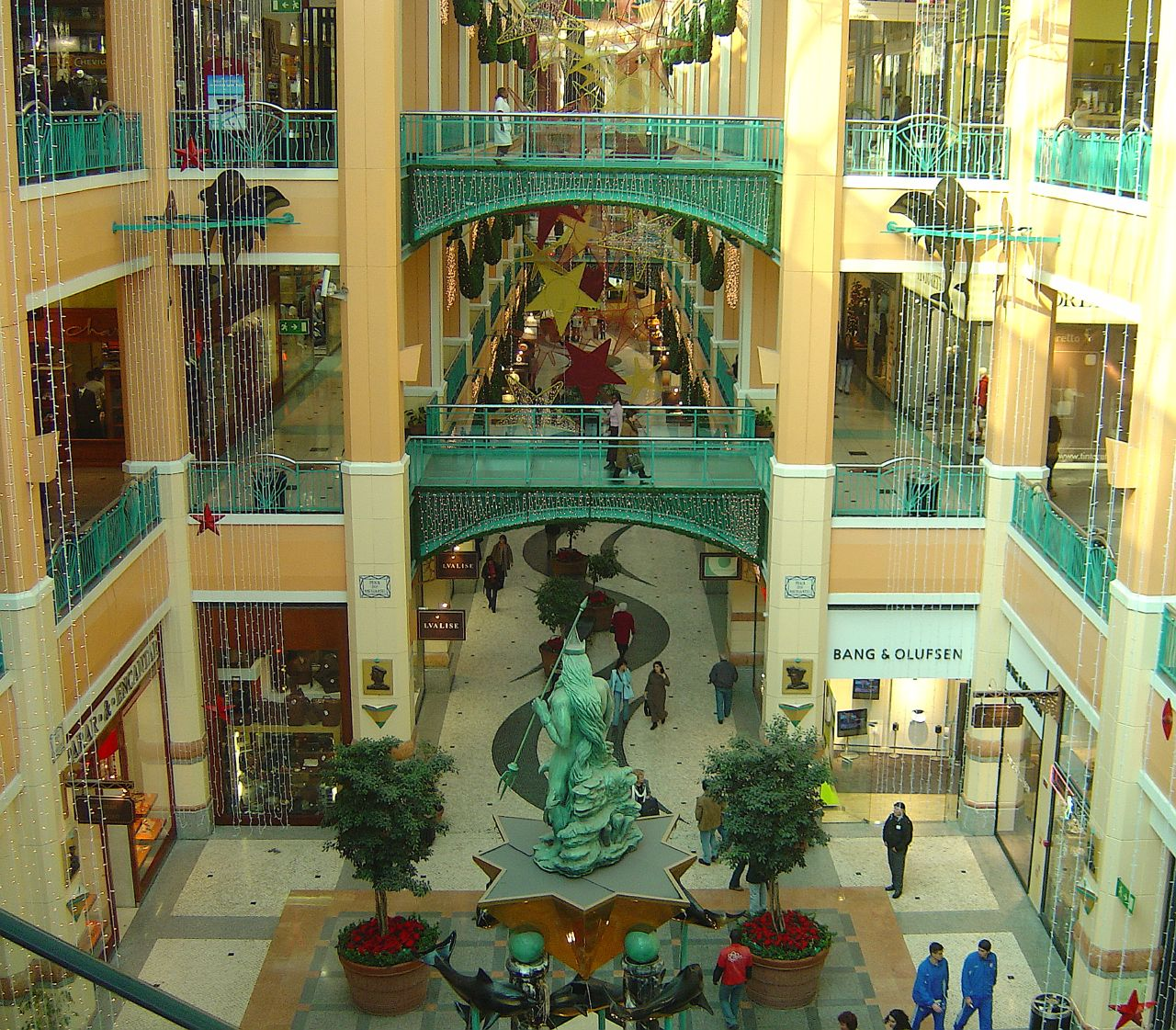
Centrul comercial Colombo din Lisabona.

Centru comercial din București.

Centrele comerciale moderne, denumite în limba engleză Shopping Mall 
Denumirea vine de la un Pall mall, un joc cu mingea, precursor al jocului croquet de mai târziu, care era la modă în secolele XVI și XVII. Numele englezesc vine din numele italian al jocului pallamaglio, numele referindu-se și la terenurile de joc, în principiu alei rectilinii lungi. Când jocul a fost abandonat, terenurile de joc au găsit alte utilizări, unele fiind convertite în spații comerciale, altele în spații verzi. Toate acestea au primit numele de mall, în limba engleză termenul fiind aplicabil în egală măsură unei zone de concentrare de spații comerciale, sau la un spațiu verde. Exemplul cel mai ilustrativ al celui de al doilea sens este zona centrală a orașului Washington (SUA), cunoscută sub numele de The mall. Deși în România, există o tendință de preluare a unor termeni din limba engleză (adeseori cu o viciere a sensului din limba de origine) și de a desemna spațiile comerciale noi cu denumirea de mall, o asemenea preluare a cuvântului este incorectă. În principiu, termenul de mall fără altă precizare se referă la un spațiu verde, iar spațiile comerciale au denumiri compuse în care se precizează despre ce tip de mall este vorba, de exemplu shopping mall, strip mall, outlet mall și altele.
După International Council of Shopping Centers - (Consiliul Internațional al Centrelor Comerciale) - ISCS, un centru comercial este definit ca un grup de magazine de desfacere sau alte stabilimente comerciale care sunt proiectate, executate, deținute în proprietate și administrate ca o singură unitate. Un centru comercial trebuie să dispună de loc de parcare.
| Tipul centrului                     | Caracterul mărfurilor                                                                   | Suprafață comercială (m2) inclusiv magazinele ancoră                | Suprafața totală (ha) | Magazine ancoră | Tip de magazin ancoră                                        | Procent din suprafața comercială revenind magazinelor ancoră | Raza deservită (km) |
| ----------------------------------- | --------------------------------------------------------------------------------------- | ------------------------------------------------------------------- | --------------------- | --------------- | ------------------------------------------------------------ | ------------------------------------------------------------ | ------------------- |
| CENTRE ACOPERITE                    |                                                                                         |                                                                     |                       |                 |                                                              |                                                              |                     |
| Centru regional                     | Mărfuri de uz general, articole de îmbrăcăminte                                         | 37.000 - 74.000                                                     | 16 - 40               | 1 sau mai multe | Superpiață                                                   | 30 - 50%                                                     |                     |
| Centru super-regional               | Similar cu centrele regionale dar având o varietate și o selecție mai mare              | peste 74.000                                                        | 24 - 50               | 1 sau mai multe | Superpiață                                                   | 30 - 50%                                                     | 3 mile              |
| CENTRE DESCHISE                     |                                                                                         |                                                                     |                       |                 |                                                              |                                                              |                     |
| Centru de cartier                   | Mărfuri de primă necesitate                                                             | 2.800 - 14.000                                                      | 1,2 - 6               | 1 au mai multe  | Superpiață                                                   | 30 - 50%                                                     | 5                   |
| Centru de localitate                | Mărfuri de primă necesitate Mărfuri de uz general                                       | 9.300 - 32.500                                                      | 4 - 16                | 2 sau mai multe | Magazin universal, superpiață, magazine de specialitate mari | 40 - 50%                                                     | 5 - 10              |
| Centru de lux                       | Magazine de specialitate cu mărfuri de lux, restaurante de lux, spectacole în aer liber | Tipic: 14 - 46 dar pot fi mai mici sau mai mari decât aceste limite | 4 - 16                | 0 - 2           | Nu sunt ancorate în modul tradițional                        | 30 - 50%                                                     | 3 mile              |
| Centru dominant (power center)      | Mărfuri de primă necesitate                                                             | 23.200 - 55.800                                                     | 10 - 32               | 1 sau mai multe | Superpiață                                                   | 30 - 50%                                                     | 3 mile              |
| Centru tematic sau de festivaluri   | Mărfuri de primă necesitate                                                             | 7.400 - 23.200                                                      | 2 - 8                 | 1 sau mai multe | Superpiață                                                   | 30 - 50%                                                     | 3 mile              |
| Centru de desfacere (Outlet center) | Mărfuri de primă necesitate                                                             | 4.600 - 37.200                                                      | 4 - 20                | 1 sau mai multe | Superpiață                                                   | 30 - 50%                                                     | 3 mile              |

## Centre comerciale golașe (strip mall)
Centrele comerciale golașe (numite în Statele Unite și în Canada strip mall sau plaza iar în Regatul Unit retail parks sau out-of-town shopping centres) sunt zone comerciale deschise, unde magazinele sunt de obicei așezate într-un singur șir, cu un trotuar (uneori acoperit) în față. Uneori clădirile centrului sunt așezate și lateral față de centrul comercial, izolând spațiul complet de zonele din jur. În mod tipic ele au un spațiu mare de parcare în față și se află la marginea unor artere importante de circulație. Centele golașe sunt în general de sine stătătoare, cu puține sau fără legături pietonale cu spațiile din jur. Primul centru comercial de acest tip este Country Club Plaza, realizat în 1922 în Kansas City, Missouri, SUA.
Arhitectura centrelor comerciale golașe variază în limite foarte largi. Multe centre mai vechi aveau o arhitectură extrem de simplă, fără elemente decorative. Centrele mai moderne tind să aibă elemente ornamentale care să le facă mai atractive.
În general există două tipuri de centre comerciale golașe:
- centre comerciale de proximitate (în engleză neighborhood mall) adeseori amplasate la intersecția a două străzi principale din zone rezidențiale, în special în zone rurale sau semirurale. Ele au destinația de a satisface în primul rând necesitățile populației locale, și în general conțin un magazin alimentar, un magazin de închiriat video-casete, o curățătorie, un mic restaurant și alte mici magazine similare. Uneori, în cadrul aceluiași complex se află și o stație de benzină și un oficiu bancar.

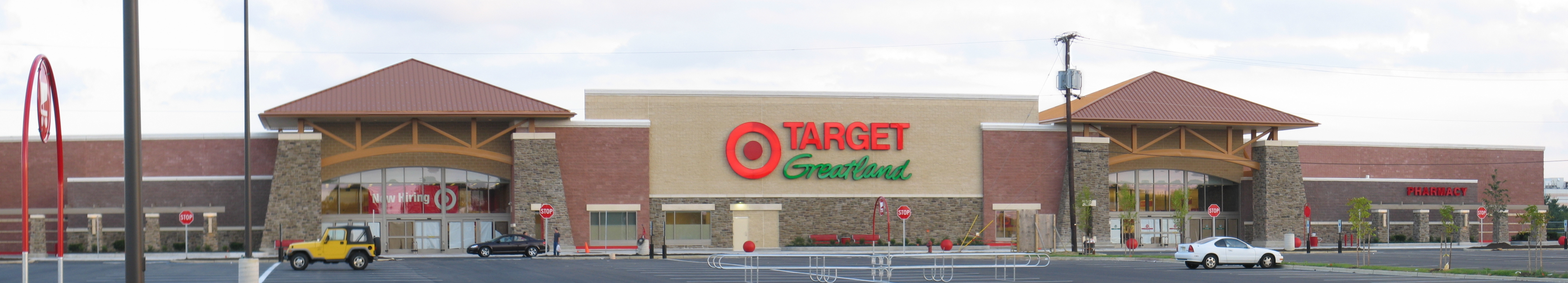
Centrul comercial "Target" din Mount Laurel, New Jersey, SUA (2004) - Photo John Reed

- centre comerciale dezvoltate în jurul unor magazine hală (în engleză big box retailer) care au rolul de a ancora centrul. Aceste magazine hală sunt de obicei fie unități ale unor linii comerciale pentru magazine universale ieftine, cum sunt de exemplu în Statele Unite liniile Walmart sau Target, fie unități ale unor linii de magazine specializate, cum sunt de exemplu în Statele Unite liniile Home Depot (pentru articole de fierărie, materiale de construcții și aparataj casnic), Circuit City pentru produse electronice și altele. Ele își iau numele de la faptul că sunt în general instalate în mari hale de tip industrial, cu minime amenajări interioare. În jurul magazinelor ancoră mai sunt uneori instalate și alte magazine mai mici. Centrele comerciale de acest tip sunt de obicei amenajate în afara orașelor mari și numărul lor este, în general, limitat, un singur magazin al unei linii deservind o zonă foarte întinsă, adeseori chiar un oraș întreg.

În 1907 s-a realizat edificiul Roland Park Shopping Center la Baltimore. Prototipul tuturor centrelor comerciale actuale este Highland Park Shopping Village, construit în 1931 la Dallas.

## Centrele comerciale de desfacere
Ca urmare a creșterii numărului de automobile, centrele comerciale s-au diversificat, ulterior dezvoltându-se și centre comerciale de periferie.
- regional mall
- outlet mall
- plaza

## Superpiețe și hyperpiețe
Hyperpiețele sunt o extindere a conceptului de superpiețe. Unii specialiști consideră că conceptul de hyperpieță este o invenție franceză, prima hyperpiață realizată fiind cea a firmei Carrefour din Sainte-Geneviève-des-Bois din departamentul Essonne din vecinătatea Parisului (Franța) în 1963.